# Los tres grandes del fútbol peruano
La denominación de «Los tres grandes del fútbol peruano» es como se conoce en el Perú a los clubes: Alianza Lima, Sporting Cristal y Universitario de Deportes, por lo concerniente a los logros relacionados a sus equipos de fútbol.
Dicha denominación respondería a varios factores tales como historia (número de títulos, cantidad de participaciones internacionales), popularidad (hinchada, asistencia a los estadios, cantidad de socios, la imagen institucional que proyecta a la sociedad), infraestructura (social y deportiva), poder económico (taquillas recaudadas, auspiciadores), entre otros, sin que se haya determinado taxativamente ello. La denominación, por otro lado, es una convención aceptada por la afición deportiva del Perú desde hace mucho tiempo y de uso generalizado y uniforme inclusive en el ámbito periodístico.
Alianza Lima ha participado de todas las temporadas de la Primera División del Perú desde 1912, excepto en el año 1939 donde disputó la División Intermedia, ascendiendo al año siguiente.Por su parte, Universitario de Deportes y Sporting Cristal han participado ininterrumpidamente en todas las temporadas de la Primera División del Perú desde 1928 y 1956, respectivamente.
En competiciones internacionales Conmebol, las mejores participaciones corresponden a Universitario y Sporting Cristal como finalistas de la Copa Libertadores, en las ediciones de 1972 y 1997, respectivamente, mientras que Alianza Lima fue semifinalista de la misma competición en las ediciones de 1976 y 1978.

## Los clubes

### Alianza Lima
El Alianza Lima fue fundado el 15 de febrero de 1901,por un grupo de adolescentes de clase obrera del antiguo barrio de Las Chacaritas en Lima que deseaban practicar este deporte. El club nació bajo el nombre Sport Alianza. Los fundadores adoptaron aquel nombre en honor a la caballeriza Alianza, ubicada en el jirón Cotabambas, la cual utilizaron para jugar sus primeros partidos. Su actividad futbolística comenzó en los primeros años posteriores a su fundación. Es el único club sobreviviente de los que fundaron en 1912, la Liga Peruana de Fútbol, donde jugó por primera vez un torneo organizado por la Federación. El Club Alianza Lima es considerado el “decano” del fútbol peruano, al ser el más antiguo en vigencia y considerado uno de los padres fundadores del fútbol peruano. 

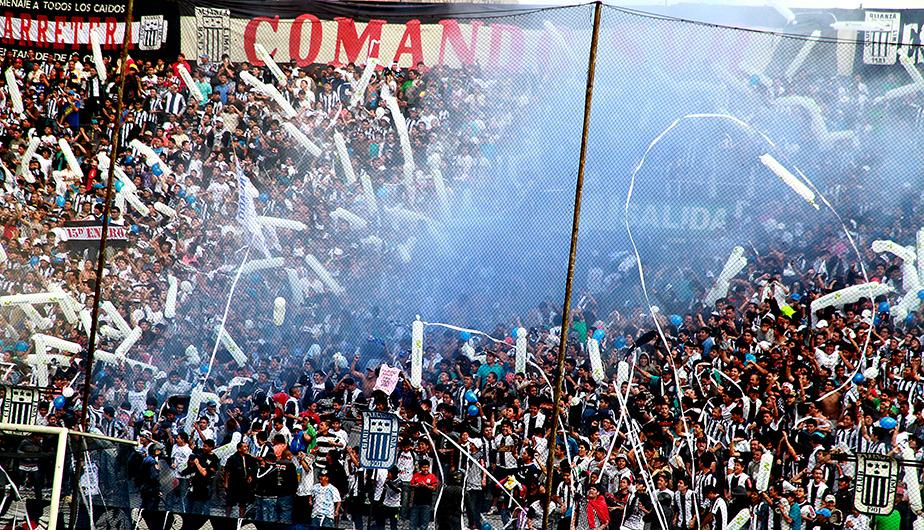
Hinchada popular de Alianza Lima

La gira que realizara por tierras chilenas a finales de 1935, les valió el apodo de Rodillo Negro. Por ese entonces tenían a Alejandro Villanueva y Juan Valdivieso Padilla entre sus filas. La década del 70 quizás vio al mejor Alianza de todos los tiempos con jugadores como Teófilo Cubillas, César Cueto, Hugo Sotil, Víctor Zegarra, Pedro Pablo León, entre otros; siendo varios de ellos futbolistas referentes e insignias de las selecciones peruanas participantes en los mundiales de fútbol.
El club posee 25 títulos de Primera División, 2 copas nacionales, 1 supercopas nacionales y 1 titulo internacional. Además hace de local en el Estadio Alejandro Villanueva, del cual es propietario. Está ubicado en el distrito limeño de La Victoria. Cuenta con una capacidad para 34.000 espectadores. El general Manuel A. Odría, durante su mandato presidencial, donó al club parte del terreno que era en ese entonces propiedad del Estado Peruano para la construcción del estadio, el cual se inauguró el 27 de diciembre de 1974.

### Sporting Cristal

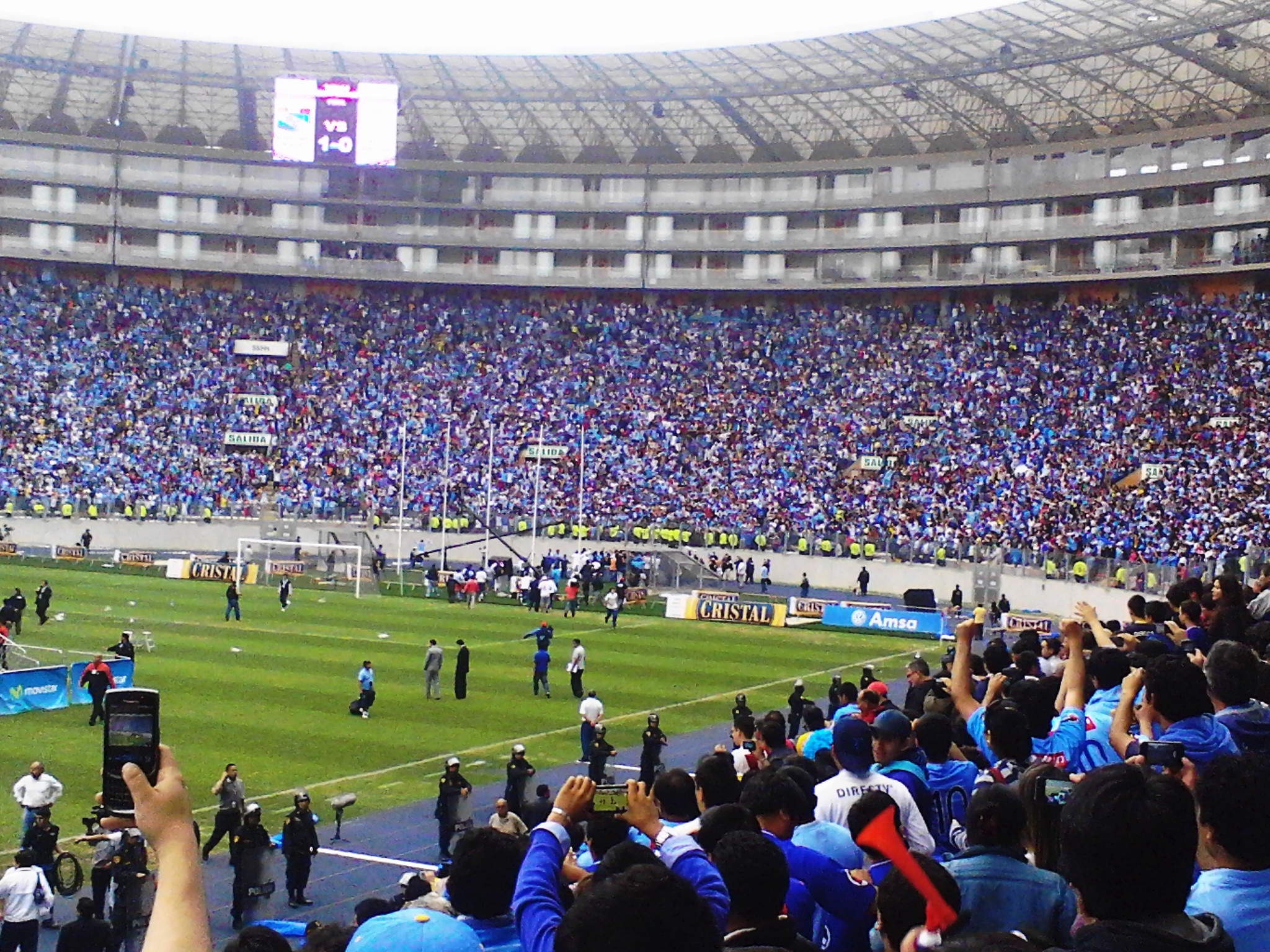
Barra popular de Sporting Cristal.

El Club Sporting Cristal fue fundado el 13 de diciembre de 1955, por el ingeniero Ricardo Bentín Mujica y su esposa Esther Grande de Bentín, propietarios de la cervecería peruana Backus & Johnston. Juega en Primera División desde 1956, tras fusionarse con el antiguo club Sporting Tabaco, que tenía su sede también en el Rímac. Aunque rápidamente empezó a ganar títulos, el club aún no podía ser considerado grande, simplemente tenía la misma estimación que obtenían clubes tradicionales como Sport Boys o Deportivo Municipal.
Sin embargo, durante la década de 1980 empezó a ser considerado como un nuevo grande. Pero en la siguiente década, Cristal revalidó su categoría de grande obteniendo el tricampeonato durante los años 1994, 1995 y 1996, (siendo el segundo club peruano en alcanzar ese logro y primero durante la era profesional) y en 1997 alcanzó la final de la Copa Libertadores donde perdió ante Cruzeiro Esporte Clube de Brasil. Sporting Cristal, al contar con el apoyo de la cervecería, contó durante años con uno de los mayores presupuestos dentro del fútbol peruano. Esa capacidad económica también le valió el posicionarse como un grande. Cabe destacar, que Cristal ha sido uno de los primeros equipos en convertirse en Sociedad Anónima dentro del fútbol peruano.
Sus encuentros de local los disputa en el Estadio Alberto Gallardo, el cual está ubicado en el distrito de San Martín de Porres a orillas del Río Rímac. Tiene una capacidad total de 12.000 espectadores en sus cuatro tribunas.
Durante toda su historia el Club ha obtenido 20 títulos de Primera División y una copa nacional en 2021. Entre sus reconocimientos internacionales están el haber sido elegido por la Federación Internacional de Historia y Estadística de Fútbol como el Mejor Club peruano del Siglo XXI, y actualmente es el mejor equipo peruano ubicado en la Tabla Histórica de la Copa Libertadores.

### Universitario de Deportes

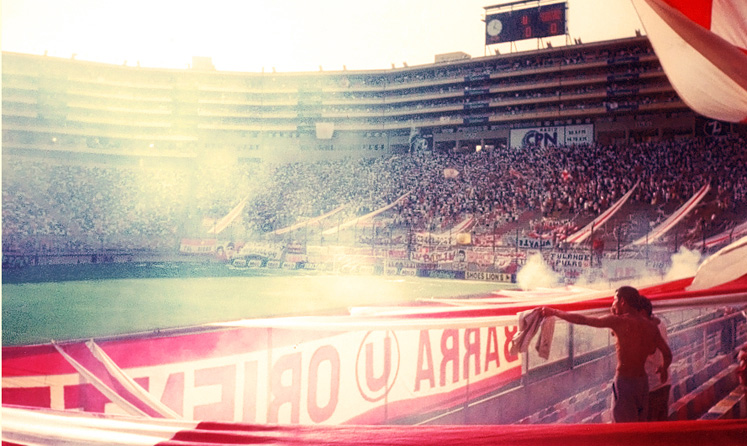
Hinchada popular de Universitario de Deportes.

El Club Universitario de Deportes, conocido popularmente como «Universitario» o «La U», fue fundado el 7 de agosto de 1924, por un grupo de jóvenes estudiantes de la Universidad Nacional Mayor de San Marcos, con el nombre de Federación Universitaria de Fútbol. Tras participar en diferentes torneos interuniversitarios y cotejos amistosos (entre 1924 y 1927), la Federación Peruana de Fútbol invitó en 1928 a la Federación Universitaria a participar del primer torneo oficial del Campeonato de Selección y Competencia (Torneo de Primera División), donde se ha mantenido ininterrumpidamente hasta la actualidad.
Universitario es uno de los clubes más laureados del fútbol peruano con 28 títulos de Primera División: 7 campeonatos en la era amateur (1912-1950), 21 títulos en la era profesional (1951-actualidad), y una copa nacional, convirtiéndolo en el  club peruano con más títulos en la historia del futbol peruano.
A nivel internacional fue finalista en la Copa Libertadores de América en el año de 1972, teniendo también destacada participación en los años 1967, 1971 y 1975. Entre los años 60 y 70 Universitario tuvo jugadores emblemáticos como Héctor Chumpitaz, Roberto Chale, Percy Rojas, Juan José Muñante, Oswaldo Ramírez, Juan Carlos Oblitas, Luis Cruzado, entre otros; siendo varios de ellos futbolistas referentes e insignias de las selecciones peruanas participantes en los mundiales de fútbol. Disputa sus encuentros de local en el Estadio Monumental, del cual es propietario. Dicho recinto posee una capacidad para 80.093 espectadores, siendo por tanto el estadio de fútbol de mayor capacidad en el Perú y uno de los más grandes de Sudamérica. En el año 2011, consiguió la hazaña internacional de ganar la Copa Libertadores Sub-20 a Boca Juniors en el estadio Monumental, mediante la tanda de penaltis, con un marcador de 4-2.
Entre sus reconocimientos internacionales están el haber sido elegido por la Federación Internacional de Historia y Estadística de Fútbol como el Club Mundial del Mes (junio de 2002) y como el mejor equipo peruano del siglo XX. Asimismo, la encuesta de fútbol de América y Europa del Diario El País de Uruguay, catalogó a la «U» como el mejor equipo del Perú de las temporadas 2005 y 2007. En 2010, la Confederación Sudamericana de Fútbol consideró a Universitario de Deportes como uno de los equipos de mayor tradición en la Conmebol.
A través de los años, diversas encuestas a Nivel Nacional, Provincias, Capital y el Callao ubican a Universitario de Deportes junto a Alianza Lima como los equipos con más simpatizantes dentro del territorio peruano y más alejado, se encontraría Sporting Cristal. En la campaña del 2013, Universitario conquistó su vigésimo sexto título y además batió un récord histórico de taquilla en la historia del fútbol peruano.

## Títulos obtenidos
| Campeonatos Nacionales Oficiales (FPF)           | Campeonatos Nacionales Oficiales (FPF) | Campeonatos Nacionales Oficiales (FPF) | Campeonatos Nacionales Oficiales (FPF) |                  |
| Equipo                                           | Ligas Nacionales                       | Copas Nacionales                       | Total de títulos                       | Total de títulos |
| ------------------------------------------------ | -------------------------------------- | -------------------------------------- | -------------------------------------- | ---------------- |
| Club Universitario de Deportes                   | 28                                     | 1                                      | 29                                     | 29               |
| Club Alianza Lima                                | 25                                     | 3                                      | 28                                     | 28               |
| Club Sporting Cristal                            | 20                                     | 1                                      | 21                                     | 21               |
| Campeonatos Internacionales Oficiales (CONMEBOL) |                                        |                                        |                                        |                  |
| Club Universitario de Deportes                   | 0                                      | 1 (Copa Libertadores 1972)             | 1 (Copa Libertadores 1972)             | 0                |
| Club Sporting Cristal                            | 0                                      | 1 (Copa Libertadores 1997)             | 1 (Copa Libertadores 1997)             | 0                |

Campeonatos Internacionales no oficiales : 
- Club Alianza Lima

1
(Copa Simón Bolívar 1976)

## Clásicos

### Alianza  Lima - Universitario de Deportes
El primer encuentro oficial se disputó el 23 de septiembre de 1928, cuando por el Torneo Amateur, Universitario de Deportes se impuso por 1-0 a través de un gol de Pablo Pacheco a los 7 minutos del primer tiempo. El encuentro fue suspendido nueve minutos antes de cumplirse el tiempo reglamentario, ya que Alianza se había quedado con seis futbolistas menos. Los blanquiazules tienen a su favor la goleada más abultada en partidos de esta índole: 9-1 en el año de 1949, durante un encuentro que se llevó a cabo en un cuadrangular denominado Torneo Apertura, organizado por la Asociación No Amateur (ANA), y el cual se jugaba previo al campeonato oficial. El máximo goleador de los clásicos es Teodoro Fernández Meyzán con 29 goles y el futbolista con más presencias es José Luis Carranza con 61 clásicos, ambos futbolistas de la U. Desde el primer clásico, Alianza Lima y Universitario se enfrentaron en 368 oportunidades, Alianza ha conseguido 142 victorias, mientras que la «U» ha logrado 124 triunfos.
A nivel internacional se han enfrentado en 14 oportunidades, 12 por Copa Libertadores y 2 por Copa Sudamericana, con un saldo de 7 triunfos para Universitario , 4 para Alianza Lima y 3 empates.

#### Historial
| Torneo                    | PJ  | GAL | E   | GU  | GolAL | GolU |
| ------------------------- | --- | --- | --- | --- | ----- | ---- |
| Primera División del Perú | 269 | 103 | 76  | 90  | 350   | 328  |
| Copa Libertadores         | 12  | 2   | 3   | 7   | 10    | 19   |
| Copa Sudamericana         | 2   | 2   | 0   | 0   | 2     | 0    |
| Amistosos                 | 75  | 31  | 25  | 19  | 99    | 80   |
| Torneo Apertura           | 13  | 4   | 1   | 8   | 26    | 24   |
| Total general             | 371 | 142 | 105 | 124 | 487   | 451  |

- GolAL = Goles Alianza Lima; GolUD = Goles Universitario de Deportes

### Alianza Lima - Sporting Cristal

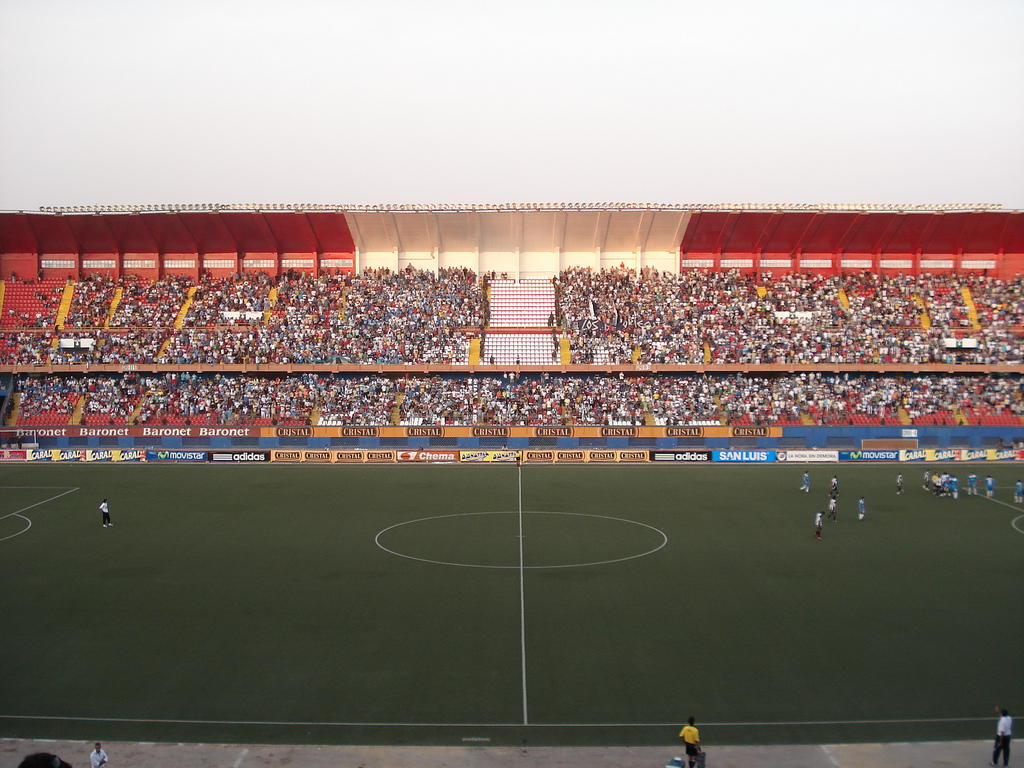
Sporting Cristal y Alianza Lima en un encuentro disputado en el Estadio Nacional en el 2008.

Desde el comienzo del siglo 21, estos equipos se han adjudicado alternadamente los últimos títulos: Alianza conquistó los campeonatos de 2001, 2003, 2004, 2006, 2017, 2021 y 2022; Cristal, consiguió los títulos nacionales 2002, 2005, 2012, 2014, 2016, 2018 y 2020, por lo que la rivalidad se mantiene. Los partidos entre estos dos equipos tienen como escenario, en su mayoría, dos estadios: el Estadio Alejandro Villanueva y el Estadio Nacional. Desde el campeonato de 1956, cuando se enfrentaron por primera vez con victoria de Alianza por 2:1, se han enfrentado en 217 ocasiones en encuentros oficiales, de las cuales 76 ganó Alianza Lima y 69 Sporting Cristal.
Ambos equipos han definido campeonatos en diversas oportunidades, la primera de ellas fue en 1961, cuando Sporting Cristal venció a los aliancistas por 2-0 y se coronó campeón, luego el equipo blanquiazul lograría derrotar en dos finales consecutivas al cuadro celeste, al lograrlo en 2003 y 2004. En la final del Campeonato Descentralizado 2018, Cristal ganó de visita 1-4 y de local 3-0, obteniendo un contundente resultado global de 7-1 a favor de los cerveceros, siendo la final más abultada en la historia del fútbol peruano. El último campeonato nacional disputado entre ambos equipos fue el 2021, siendo favorable para Alianza Lima al vencer en el global 1:0 a Sporting Cristal.
Sporting Cristal consiguió su resultado más abultado ante Alianza Lima en 1960, cuando lo venció por 5-0, mientras el equipo blanquiazul consiguió su mejor resultado en 2004, cuando venció por 5-0.

#### Historial
| Campeonato        | PJ  | GAL | E  | GSC | GolAL | GolSC |
| ----------------- | --- | --- | -- | --- | ----- | ----- |
| Primera División  | 212 | 74  | 70 | 67  | 263   | 258   |
| Copa Libertadores | 8   | 2   | 4  | 2   | 11    | 11    |
| Copas Nacionales  | 2   | 1   | 1  | 0   | 3     | 2     |
| Total oficial     | 220 | 76  | 75 | 69  | 274   | 269   |

| PJ: Partidos jugados              |
| GAL: Ganados por Alianza Lima     |
| E: Empate                         |
| GSC: Ganados por Sporting Cristal |
| GolAL: Goles de Alianza Lima      |
| GolSC: Goles de Sporting Cristal  |

#### Goleadas
En la siguiente lista, se detallan las victorias por goleadas de ambos equipos en las que el vencedor logró sacar al menos tres goles de diferencia:
| Fecha      | Estadio                  | Local            | Resultado  | Visita           | Competición                |
| ---------- | ------------------------ | ---------------- | ---------- | ---------------- | -------------------------- |
| 17/12/1960 | Estadio Nacional         | Alianza Lima     | 0:5        | Sporting Cristal | Campeonato Profesional     |
| 11/11/1962 | Estadio Nacional         | Alianza Lima     | 4:1        | Sporting Cristal | Campeonato Profesional     |
| 25/06/1967 | Estadio Nacional         | Alianza Lima     | 0:4        | Sporting Cristal | Campeonato Descentralizado |
| 01/10/1967 | Estadio Nacional         | Sporting Cristal | 1:5        | Alianza Lima     | Campeonato Descentralizado |
| 23/10/1976 | Estadio Nacional         | Sporting Cristal | 3:0        | Alianza Lima     | Campeonato Descentralizado |
| 30/08/1977 | Estadio Nacional         | Sporting Cristal | 4:0        | Alianza Lima     | Campeonato Descentralizado |
| 21/07/1978 | Matute                   | Alianza Lima     | 4:1        | Sporting Cristal | Copa Libertadores          |
| 26/11/1978 | Matute                   | Alianza Lima     | 4:0        | Sporting Cristal | Campeonato Descentralizado |
| 10/02/1980 | Estadio Modelo           | Sporting Cristal | 4:1        | Alianza Lima     | Amistoso                   |
| 15/02/1987 | Estadio Nacional         | Alianza Lima     | 3:0        | Sporting Cristal | Campeonato Descentralizado |
| 19/07/1987 | Matute                   | Alianza Lima     | 0:4        | Sporting Cristal | Campeonato Descentralizado |
| 10/10/1991 | Estadio Nacional         | Sporting Cristal | 0:3        | Alianza Lima     | Campeonato Descentralizado |
| 16/05/1993 | Estadio Nacional         | Sporting Cristal | 5:1        | Alianza Lima     | Campeonato Descentralizado |
| 08/02/1995 | Estadio Nacional         | Sporting Cristal | 3:0        | Alianza Lima     | Copa Libertadores          |
| 07/04/2002 | Matute                   | Alianza Lima     | 5:1        | Sporting Cristal | Campeonato Descentralizado |
| 26/04/2003 | Matute                   | Alianza Lima     | 3:0        | Sporting Cristal | Campeonato Descentralizado |
| 15/06/2003 | Estadio Nacional         | Sporting Cristal | 5:2        | Alianza Lima     | Campeonato Descentralizado |
| 20/03/2004 | Estadio Nacional         | Sporting Cristal | 0:5        | Alianza Lima     | Campeonato Descentralizado |
| 07/04/2018 | Estadio Nacional         | Sporting Cristal | 3:0        | Alianza Lima     | Campeonato Descentralizado |
| 12/12/2018 | Matute                   | Alianza Lima     | 1:4        | Sporting Cristal | Final                      |
| 16/12/2018 | Estadio Nacional         | Sporting Cristal | 3:0        | Alianza Lima     | Final                      |
| 05/02/2023 | Estadio Alberto Gallardo | Sporting Cristal | 3:0 (w.o.) | Alianza Lima     | Liga 1                     |

### Universitario De Deportes - Sporting Cristal

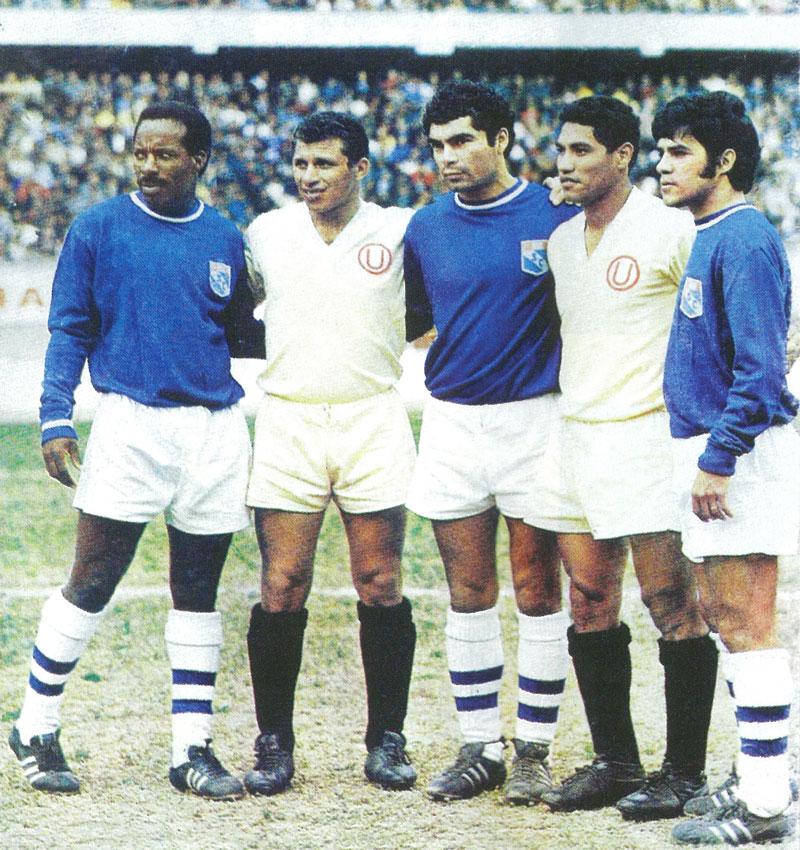
Jugadores de Sporting Cristal y Universitario antes de un encuentro en 1971.

El encuentro disputado entre Sporting Cristal y Universitario de Deportes es uno de los clásicos más importantes del Perú, dicho encuentro es llamado en algunas ocasiones como el Clásico Moderno del Fútbol Peruano. Ambos clubes son los que consiguieron un mayor número de títulos desde que comenzaran a disputarse los Campeonatos Descentralizados a partir de 1966,dando 18 títulos para Sporting Cristal y 17 para Universitario,  esta sucesión de títulos hizo que existiera una gran rivalidad entre ambas escuadras. Desde el primer clásico, los dos clubes se han enfrentado en 218 oportunidades en encuentros oficiales, Universitario ha conseguido 76 victorias, mientras que Cristal ha logrado 68 triunfos.
En 1988, 2003 y 2013, Cristal ganó el clásico por 4-0, siendo este su mejor resultado frente a Universitario, en cambió su peor resultado se dio en el año 1989 en la Copa Libertadores por el mismo marcador de 4-0.
En definiciones por campeonatos nacionales, Cristal tiene la ventaja sobre Universitario, al derrotarlo 2 veces: 1988 y 2020, contra 1 victoria del conjunto crema en 1998.Considerando que son finales nacionales definitorias.

#### Historial
| Campeonato                | PJ  | VC | E  | VU |
| ------------------------- | --- | -- | -- | -- |
| Primera División del Perú | 206 | 65 | 70 | 71 |
| Copa Libertadores         | 14  | 3  | 6  | 5  |
| Copas Nacionales          | 0   | 0  | 0  | 0  |
| Total                     | 220 | 68 | 76 | 76 |

## Los factores en la actualidad

### Títulos nacionales

#### Ligas
La Primera División del Perú fue creada el 27 de febrero de 1912. Hasta 1921 esta liga organizó el llamado Campeonato Peruano, sin embargo discrepancias respecto a la organización causaron que entre 1922 y 1925 no se lleve a cabo el torneo. La creación de la Federación Peruana de Fútbol calmó los problemas y desde 1928 esta organizó los torneos oficiales contando con más equipos del Callao. El profesionalismo futbolístico llegó al Perú en el año de 1951, cuando la Federación Peruana de Fútbol adecuó el campeonato de acuerdo a los lineamientos mundiales, pero solo con la participación de clubes de la ciudad de Lima y la Provincia del Callao. En el año 1966 la Federación organizó el primer torneo nacional e invitó a participar en la liga a los equipos más destacados del interior del país, iniciándose así el Campeonato Descentralizado, nombre que perdura hasta hoy en día. La siguiente tabla detalla la cantidad de ligas nacionales obtenidas por los tres grandes del fútbol peruano:
| Equipo                    | Era Amateur (1912-1950) | Era Profesional (1951-actualidad) | Total |
| ------------------------- | ----------------------- | --------------------------------- | ----- |
| Universitario de Deportes | 7                       | 21                                | 28    |
| Alianza Lima              | 8                       | 17                                | 25    |
| Sporting Cristal          | -                       | 20                                | 20    |

#### Copas
Además de los campeonatos en las distintas categorías del sistema de ligas, desde 1919 hasta la fecha, se disputan unas copas de carácter oficial, organizadas por las distintas entidades encargadas de organizar los campeonatos, reconocidas por la Federación Peruana de Fútbol. Se consideran copas nacionales porque en estas se integran las diferentes categorías en el sistema de ligas del Perú y son desarrolladas en forma paralela a los torneos de cada división, por lo general se juegan con el formato de eliminación directa.
| Equipo                    | Era Amateur (1912-1950) | Era Profesional (1951-Actualidad) | Total |
| ------------------------- | ----------------------- | --------------------------------- | ----- |
| Alianza Lima              | 2                       | 2                                 | 4     |
| Universitario de Deportes | -                       | 1                                 | 1     |
| Sporting Cristal          | -                       | 1                                 | 1     |

### Popularidad
En lo que respecta a convocatoria de hinchas, Alianza Lima, Sporting Cristal y Universitario de Deportes son los clubes que captan la mayor cantidad de seguidores a nivel nacional. A continuación se citan los resultados de las consultas realizadas a nivel nacional en los últimos años por diversas encuestadoras:
| Encuestadora                                                             | Equipos                   | Porcentaje |
| ------------------------------------------------------------------------ | ------------------------- | ---------- |
| Arellano Marketing Investigación y Consultoría (2007).                   | Alianza Lima              | 38,3%      |
| Arellano Marketing Investigación y Consultoría (2007).                   | Universitario de Deportes | 34,3%      |
| Arellano Marketing Investigación y Consultoría (2007).                   | Sporting Cristal          | 15,4%      |
| Compañía Peruana de Estudios de Mercado y Opinión Pública S.A.C. (2008). | Universitario de Deportes | 38,3%      |
| Compañía Peruana de Estudios de Mercado y Opinión Pública S.A.C. (2008). | Alianza Lima              | 33,5%      |
| Compañía Peruana de Estudios de Mercado y Opinión Pública S.A.C. (2008). | Sporting Cristal          | 14,5%      |
| Pontificia Universidad Católica del Perú (2008).                         | Alianza Lima              | 24%        |
| Pontificia Universidad Católica del Perú (2008).                         | Universitario de Deportes | 20%        |
| Pontificia Universidad Católica del Perú (2008).                         | Sporting Cristal          | 9%         |
| Ipsos Apoyo (2008).                                                      | Universitario de Deportes | 34%        |
| Ipsos Apoyo (2008).                                                      | Alianza Lima              | 33%        |
| Ipsos Apoyo (2008).                                                      | Sporting Cristal          | 13%        |
| Compañía Peruana de Estudios de Mercado y Opinión Pública S.A.C. (2009). | Universitario de Deportes | 38,6%      |
| Compañía Peruana de Estudios de Mercado y Opinión Pública S.A.C. (2009). | Alianza Lima              | 33,1%      |
| Compañía Peruana de Estudios de Mercado y Opinión Pública S.A.C. (2009). | Sporting Cristal          | 14,8%      |
| Pontificia Universidad Católica del Perú (2009).                         | Alianza Lima              | 35%        |
| Pontificia Universidad Católica del Perú (2009).                         | Universitario de Deportes | 32%        |
| Pontificia Universidad Católica del Perú (2009).                         | Sporting Cristal          | 15%        |
| DATUM (2012).                                                            | Alianza Lima              | 25%        |
| DATUM (2012).                                                            | Universitario de Deportes | 20%        |
| DATUM (2012).                                                            | Sporting Cristal          | 9%         |
| CPI (2013).                                                              | Alianza Lima              | 42%        |
| CPI (2013).                                                              | Universitario de Deportes | 34%        |
| CPI (2013).                                                              | Sporting Cristal          | 10%        |
| CPI (2015).                                                              | Alianza Lima              | 40%        |
| CPI (2015).                                                              | Universitario de Deportes | 29%        |
| CPI (2015).                                                              | Sporting Cristal          | 16%        |
| GFK (2015).                                                              | Alianza Lima              | 19%        |
| GFK (2015).                                                              | Universitario de Deportes | 16%        |
| GFK (2015).                                                              | Sporting Cristal          | 9%         |
| Pulso Perú (2018).                                                       | Alianza Lima              | 26%        |
| Pulso Perú (2018).                                                       | Universitario de Deportes | 19%        |
| Pulso Perú (2018).                                                       | Sporting Cristal          | 10%        |
| Instituto de Estudios Peruanos (2020).                                   | Alianza Lima              | 19%        |
| Instituto de Estudios Peruanos (2020).                                   | Universitario de Deportes | 14%        |
| Instituto de Estudios Peruanos (2020).                                   | Sporting Cristal          | 8%         |
| Instituto de Estudios Peruanos (2023).                                   | Alianza Lima              | 16%        |
| Instituto de Estudios Peruanos (2023).                                   | Universitario de Deportes | 16%        |
| Instituto de Estudios Peruanos (2023).                                   | Sporting Cristal          | 8%         |

### Participaciones internacionales
Universitario de Deportes es el conjunto peruano que más copas internacionales Conmebol disputó, con 47 participaciones, seguido por Sporting Cristal (46) y Alianza Lima (39). Los subcampeonatos obtenidos por Universitario de Deportes en 1972 y Sporting Cristal en 1997 en la Copa Libertadores son los mejores resultados logrados por ambos clubes. Mientras que la mejor participación de Alianza Lima en un torneo internacional se dio en la Copa Simón Bolívar cuando logró coronarse campeón en 1976, sin embargo es importante mencionar que este torneo es oficial, más no de la conmebol ya que fue organizado por la Federación Venezolana De Fútbol (FVF), aunque la conmebol la reconoce como la predecesora de la Copa Merconorte.
El Club Sporting Cristal es el equipo peruano mejor ubicado en la Tabla Histórica de la Copa Libertadores.
A continuación se citan las participaciones internacionales en torneos oficiales de los tres grandes del fútbol peruano:
| Equipo                    | Copa Libertadores | Copa Sudamericana | Copa Merconorte | Copa Conmebol | Total |
| ------------------------- | ----------------- | ----------------- | --------------- | ------------- | ----- |
| Sporting Cristal          | 39                | 4                 | 4               | 1             | 48    |
| Universitario de Deportes | 33                | 8                 | 4               | 2             | 47    |
| Alianza Lima              | 30                | 4                 | 4               | 1             | 39    |

### Infraestructura
Hay clubes peruanos con complejos deportivos especializados en fútbol, como Cusco FC, FBC Melgar, etc., o incluso con pequeños Estadios como AELU, entre otros (o con Estadio en construcción como el Ayacucho FC), sin embargo, en general, los tres grandes del fútbol peruano tienen la mejor infraestructura futbolística entre clubes del Perú. 
| Club                      | Infraestructura propia (Estadios y/o Complejos Deportivos) | Campos de fútbol propios (con medidas oficiales)                    | Propiedades inmuebles propias (en hectáreas) | Extensión total (en m²) |
| ------------------------- | --- | ------------------------------------------------------------------- | --- | ----------------------- |
| Universitario de Deportes | • Estadio Monumental (para 80 093 espectadores) • Estadio Lolo Fernández (para 4 mil espectadores) • Campo Mar (Sede de playa, Villa deportiva de la "U" - VIDU, Centro de Alto Rendimiento) | 14 (uno en el "Lolo", tres en el "Monumental", diez en "Campo Mar") | Lolo Fernández - "U" (2,6 ha, distrito del Cercado en Lima) Campo Mar - "U" (52,0 ha, distrito de Lurín en Lima) Monumental - "U" (33,5 ha, distrito de Ate en Lima) | 881 000 m²              |
| Sporting Cristal          | La Florida (Centro de Alto Rendimiento) | 5 (todos en "La Florida")                                           | La Florida (8,5 ha, distrito de El Rímac en Lima) | 85 000 m²               |
| Alianza Lima              | Estadio Alejandro Villanueva (para 33 938 espectadores) | 2 (ambos en el "Alejandro Villanueva")                              | Alejandro Villanueva (3,8 ha, distrito de La Victoria en Lima) | 38 000 m²               |

En el contexto plurideportivo peruano, rivalizando con la gran extensión de la infraestructura deportiva de la "U" (especializado en fútbol), están el Regatas Lima (especializado en deportes náuticos, contando además con dos Coliseos para Básquet y Vóley y un pequeño Estadio de fútbol), el Country Club de Villa (especializado en golf) y el Jockey Club del Perú (especializado en deportes ecuestres, cuenta con un Hipódromo).

## Posible cuarto grande
Desde que se comenzó a utilizar la denominación de «club grande» en el fútbol del Perú, siempre ha existido la duda sobre en qué momento un club puede pasar a ser considerado un grande. Dependiendo de qué aspectos se consideran y/o priorizan, actualmente hay quienes defienden distintas posibilidades:
• Melgar (Arequipa), debido principalmente a la conjunción de tres factores. Tiene popularidad (principalmente en la región de Arequipa), títulos nacionales (dos), e infraestructura propia: Un local administrativo (en zona céntrica de la ciudad) y un complejo deportivo (de 7 hectáreas). 
• Cienciano (Cusco), debido a que, pese a no tener ningún título nacional (aunque sí subtítulos) ni infraestructura propia, hasta el momento es el único club peruano en alcanzar dos títulos internacionales oficiales de la CONMEBOL (la Copa Sudamericana 2003 y la Recopa Sudamericana 2004). 
• Sport Boys (El Callao), debido al gran número de hinchas con el que cuenta, la mayor parte de ellos procedentes de la Provincia del Callao, además de ser el cuarto club en número de títulos nacionales (seis). Tiene un local administrativo de dos pisos y otro local de tres pisos que es "casa-hogar" para algunos deportistas de divisiones menores, pero no tiene un complejo deportivo propio.
• Deportivo Municipal (Lima), debido a su importancia histórica, simpatizantes, y a los títulos nacionales que posee (cuatro). Tiene un local administrativo de seis pisos y sótano, aunque no tiene un complejo deportivo propio.
En el Perú,  los denominados Tres grandes del fútbol (la "U", Alianza y Cristal), más Melgar y Unión Huaral, son los únicos clubes que tienen el doble logro de haber ganado títulos nacionales y además tener infraestructura deportiva propia (con campos de fútbol de medidas oficiales). Sin embargo, Unión Huaral (con dos títulos y un complejo deportivo de 5,6 hectáreas), desde su cuarto descenso a segunda división (en el año 2006) no ha conseguido retornar a la máxima categoría en el balompié peruano, y no es considerado un posible "grande". Otro caso que destaca es el de Cusco FC, que tiene infraestructura propia (un local en zona céntrica de la ciudad y un complejo deportivo de 40 hectáreas) y subtítulos nacionales, pero todavía ningún título nacional, y tampoco es considerado un posible "grande".